# Ольховка (Благовещенский район)
Ольховка (баш. Ольховка) — деревня в Благовещенском районе Республики Башкортостан Российской Федерации. Входит в состав Новонадеждинского сельсовета.

## География

### Географическое положение
Расстояние до:
- районного центра (Благовещенск): 20 км,
- центра сельсовета (Новонадеждино): 10 км,
- ближайшей ж/д станции (Загородная): 43 км.

## История
До 10 сентября 2007 года называлась Деревней рыбопитомника.

## Население
| 2002 | 2009 | 2010 |
| ---- | ---- | ---- |
| 3    | →3   | ↘2   |